# Системи обміну трафіком
Системи обміну трафіком — це веб сторінки які надають можливість вебмайстрам обмінюватися трафіком відвідувань їх сторінок. Подібно до концепції автосерфінгу за винятком, що системи обміну трафіком використовують зазвичай ручну ротацію.
Веб сторінка отримує поповнення від вебмайстрів які приєдналися до мереж обміну. Той, хто подав своє поповнення повинен відвідати інші сторінки даної мережі щоби отримати необхідні кредити, що одночасно робить прозорими його сторінки для інших. Це підвищує кількість відвідувачів для всіх учасників обміну.
Більшість таких систем застосовують обмеження у часі для перегляду зазвичай 10—60 секунд. Деякі використовують капчу щоб переконатися, що це не автоматизоване відвідування. Більшість систем є безкоштовними, хоча деякі мають платні опції.